# Malaincourt-sur-Meuse
Malaincourt-sur-Meuse é uma comuna francesa na região administrativa de Grande Leste, no departamento de Haute-Marne. Estende-se por uma área de 3,83 km². Em 2010 a comuna tinha 55 habitantes (densidade: 14,4 hab./km²).